# Harbison Canyon (Kalifornija)
Harbison Canyon je naseljeno područje za statističke svrhe u američkoj saveznoj državi Kalifornija. Prema popisu stanovništva iz 2010. u njemu je živjelo 3.841 stanovnika.